# Le Biot
Le Biot település Franciaországban, Haute-Savoie megyében. Lakosainak száma 636 fő (2022. január 1.). Le Biot Abondance, La Baume, Bonnevaux, Saint-Jean-d’Aulps és Seytroux községekkel határos.

## Népesség
A település népességének változása:
| Lakosok száma | 517  | 576  | 584  | 572  | 594  | 615  | 636  | 639  | 636  |
|               | 2013 | 2015 | 2016 | 2017 | 2018 | 2019 | 2020 | 2021 | 2022 |